# Jazz guitar
 Jazz guitar  betegner en akustisk guitar med en violinagtig krop i form af at strengene løber hen over en bro som på violinen og lydhullerne er to f-formede på hver side af strengene i stedet for det runde lydhul under strengene. Oprindelig hed den f-hulguitar og blev udviklet i starten af det 20. århundrede for at give guitaren en lidt ædel lyd a la violin. Årsagen til den nuværende betegnelse er, at det er blevet den foretrukne guitar i jazz.
De første elektriske guitarer var en jazz guitar med en pickup på sat, senere udviklede det sig til et massivt bræt, der kun var i stand til at høres med elektrisk forstærkning.